# خاردم مصری
 خاردم مصری(نام علمی: Uromastyx aegyptia) نام یک گونه از زیرخانواده سوسمار خاردم است.  اندازه جنس نر آن ممکن است به ۷۶ سانتیمتر برسد. محل زیست این سوسمار کل خاورمیانه است، اما بعلت از بین رفتن زیستگاه‌های آن به سختی یافت می‌شود. بیشتر باقیماندگان این جانور در قسمتهای شمالی عمان و بعضی از نقاط شرق امارات متحده عربی زندگی می‌کنند که بعنوان گونه حفاظت شده ثبت شده‌اند. عربها این جانور را با نام محلی (به عربی: ضب) می‌شناسند و پوست آن را برای ساختن چرم مناسب می‌دانند. عربهای بدوی امروزه و سایر اعراب در گذشته از گوشت این حیوان بعنوان یک منبع پروتئینی استفاده می‌کردند. پس از اسلام با توجه به اینکه مار و سوسمار خون جهنده ندارند، عموماً گوشت سوسمار حلال در نظر گرفته نمی‌شد، اما بعضی قائل به اینکه در حدیث گوشت سوسمار حرام نشده قائل هستند، گرچه خود پیامبر اسلام هیچگاه گوشت سوسمار نمی‌خورد. و ناصر خسرو در قرن یازدهم در سفرنامه خود می‌نویسد که
... و چون همراهان ما سوسماری می‌دیدند می‌کشتند و می‌خوردند و هرکجا عرب بود شیر شتر می‌دوشیدند من نه سوسمار توانستم خورد نه شیر شتر...